# أرثوذكسية (مصطلح)

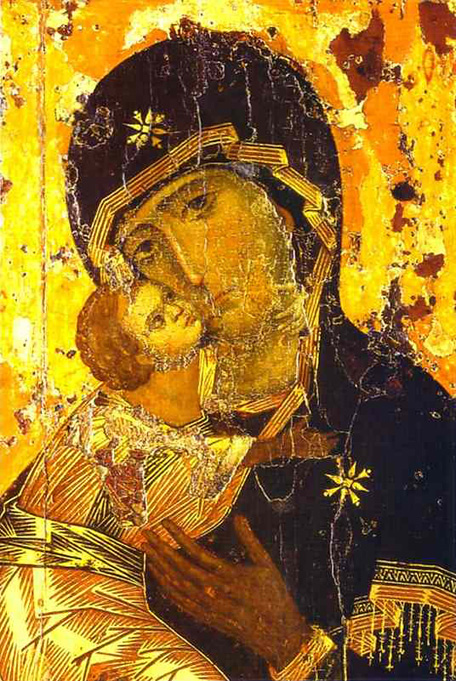
رمز "ثيوتوكوس الفلاديمير" (القرن الثاني عشر) (Theotokos of Vladimir)

الأُرْثُوذُكْس هي كلمة مشتقة جزئها الأول من كلمة أرثوذ وأصلها من اللغة اليونانية وتعني («الصواب» أو «الصحيح» أو «قويم») وجزؤها الثاني من كلمة دوكسا (doxa) التي تعني («الرأي» أو «الاعتقاد»، وترتبط بكلمة دوكين ومعناها «يُفكر»)، وتُستخدم بصفة عامة للإشارة إلى الالتزام بالأعراف المُتّفق عليها، ولاسيما إلى العقيدة الدينية المرتبطة بالديانات. ويعني المفهوم الضيّق للمصطلح: «الالتزام بالعقيدة المسيحية كما مثلتها المذاهب في الكنيسة القديمة».
وتستخدم الكنائس الأرثوذكسية الشرقية الموجودة في البلاد التي تتحدث اللغات السلافية (مقدونيا، روسيا، صربيا، بلغاريا، إلخ.) كلمة Правосла́виѥ (pravosláviye) المستقاة من الكنيسة السلافية القديمة والتي تعني أرثوذكسية. والكلمة مشتقة من جذور الكلمتين السلافيتين "право" بالحروف الإنجليزية (právo والتي تعني الصواب أو الصحيح) والأخرى "славить" وبالحروف الإنجليزية (slávit وتعني الثناء على أو التمجيد) ومعنى المصطلح «الطريقة الصحيح لتمجيد الرب».
ولم يكتسب المصطلح المعنى المعروف الآن في الإنجليزية إلا بعد مجيء الكنيسة الرسمية للإمبراطورية الرومانية. وتخالف الأرثوذكسية الهرطقة («تعاليم أخرى»)، هرطقة وانقسام ديني. وغالبًا ما يُطلق على الناس الذين ينحرفوا عن الأرثوذكسية والتمذهب بـمذهب باطل اسم الهراطقة أو الأحرار المتطرفين، أما عن هؤلاء ممن يضلوا طريق الأرثوذكسية ويعزلوا أنفسهم عن كيان المؤمنين فهم منشقون عن الديانة. ويتوقف تمييز معنى المصطلح على موضوع الحديث، فإذا كان الحديث عن الوحدة المعنوية فمن المرجح أنه يشير إلى المنشقين عن الديانة أما إذا كان الحديث يناقش التماسك المذهبي فسيعني غالبًا الهرطقة.
أما الإلحاد فهو انتهاك للأرثوذكسية يأخذ مسار الانصراف عن الإيمان وهجره، وهو مفهوم لم يُعرف قبل اعتناق المسيحية واعتبارها دين الدولة في روما وكان ذلك في السابع عشر من فبراير عام 380 على يد ثيودوسيوس الأول (ثيودوسيوس الأول) (انظر أيضًا المجامع المسكونية السبعة والكنيسة الرسمية للإمبراطورية الرومانية). والخطيئة تشير إلى الانحراف عن الأرثوذكسية ولكنه انحراف أقل وطأةً من الهرطقة، وتعني خطأ ليس جسيمًا إلى حد الإبعاد التام ولكنه يترك أثرًا على الصلة الحميمية بالملة. وعادة ما تُستخدم الخطيئة للإشارة إلى الهرطقة والأخطاء البسيطة.
ومفهوم الأرثوذكسية هو الأكثر انتشارًا بين الأشكال العديدة من الديانات التوحيدية، بيد أن الاعتقاد الأرثوذكسي غالبًا لا يستخدم في الديانات التي تسمح بـتعدد الآلهة والديانة الإحيائية. وهي ديانات قليلًا ما يُذكر فيها مفهوم الدوغماتية أو لا تؤمن به على الإطلاق، ولكن تفسيرات متعددة للمذهب وفي الإلهيات تحمل هذا المفهوم بل وتدعمه في الكثير من السياقات. ويلعب التوفيق بين الأديان -على سبيل المثال- دورًا كبيرًا في الديانات غير التوحيدية (ولاسيما غير التوراتية). والفكرة التي تنتشر في الديانات التي تسمح بتعدد الآلهة هي غالبًا فكرة تقويم التشوه وهي ترتبط بـ («ممارسة الأفعال القويمة») وليس («الإيمان بالاعتقاد القويم»).

## انظر ايضًا
- الهرطقة
- أرثوذكسية شرقية
- أرثوذكسية مشرقية
- أرثوذكسية يهودية